# لوبي دي أجيري
لوبي دي أغيري ( 8 نوفمبر 1510 - 27 أكتوبر 1561) كان الفاتح الإسباني الباسكي  الذي كان نشطًا في أمريكا الجنوبية. الملقب بـ إل لوكو ("المجنون")، ولقب نفسه بـ "غضب الله، أمير الحرية".  اشتهر أغيري برحلته الأخيرة أسفل نهر الأمازون بحثًا عن المملكة الذهبية الأسطورية إلدورادو وأوماغوا.
في عام 1561م ، قاد أغيري تمردًا ضد قائد البعثة، بيدرو دي أورثوا، وأعلن نيته العودة إلى بيرو والإطاحة بالحكومة الاستعمارية الإسبانية. أرسل رسالة تتحدى الملك الإسباني فيليب الثاني بالتخلي عن تبعيته الإسبانية وأعلن الحرب على ملك هابسبورغ. انتهت رحلة أغيري بوفاته. في السنوات التي تلت ذلك، عامله المؤرخون كرمز للقسوة والخيانة في التاريخ المبكر للإستعمار الإسباني للأمريكيتين ،   وأصبح بطلًا مناهضًا في الأدب والسينما والفنون الأخرى. 

## في إسبانيا
ولد أغيري حوالي عام 1510م في وادي أراوتز، وهو وادي وقرية صغيرة تابعة لأونياتي ، بالقرب من محمية أرانتزازو في مقاطعة غيبوثكوا أو في أرامايونا ، في إقليم الباسك بشمال إسبانيا.  لقد كان نجل أحد النبلاء، ربما من عائلة من كتبة البلاط.  كان أغيري في العشرينات من عمره ويعيش في إشبيلية عندما عاد هيرناندو بيزارو من بيرو وأعاد كنوز الإنكا ، مما ألهم أغيري للسير على خطاه. في أوائل ثلاثينيات القرن السادس عشر، سافر أغيري إلى الأمريكتين تحت رعاية نائب الملك أنطونيو دي ميندوزا ، ووصل إلى قرطاجنة.

## في العالم الجديد
ربما تم تجنيد أغيري في رحلة استكشافية مكونة من 250 رجلاً تم اختيارهم للخدمة تحت قيادة رودريجو دوران.  وصل إلى بيرو عام 1536م أو 1537م. حصل أغيري على عمل في "ترويض" الفحول في كوسكو ، عاصمة نويفو توليدو ، وتم تعيينه ريجيدور ( عضو مجلس محلي) للمدينة.  بحصوله على رتبة كونكيسيتدور ، سرعان ما أصبح سيئ السمعة بسبب عنفه وقسوته وتحريضه على الفتنة ضد الملك. 
في عام 1544م، كان أغيري إلى جانب نائب الملك الأول في بيرو، بلاسكو نونيز فيلا ، الذي وصل من إسبانيا بأوامر لتنفيذ القوانين الجديدة ، وقمع الإنكوميندا ، وتحرير السكان الأصليين من العبودية.   رفض العديد من الغزاة تنفيذ هذه القوانين، مما منعهم من استغلال الهنود. شارك أغيري في المؤامرة مع ميلكور فيردوجو لتحرير نائب الملك، الذي كان مسجونًا في جزيرة سان لورينزو في بيرو، وانقلب ضد غونزالو بيزارو ، زعيم فصيل القوانين المناهضة لنائب الملك.  
بعد المحاولة الفاشلة، هربوا من ليما إلى مدينة كاخاماركا ، وبدأوا في جمع الرجال لمساعدة نائب الملك. في هذه الأثناء، وبفضل أويدور ألفاريز، هرب نائب الملك إلى تومبيس وجمع قوة عسكرية صغيرة معتقدًا أن البلاد بأكملها ستنهض للدفاع عن الملك تحت العلم الملكي. استمرت مقاومة نائب الملك لبيزارو ونائبه فرانسيسكو دي كارفاخال ، الشهير " شيطان جبال الأنديز " ("شيطان الأنديز") لمدة عامين حتى هُزم في أنياكيتو في 18  1546 
ذهب أغيري وميلكور فيردوغو إلى نيكاراغوا وأبحرا إلى تروخيو مع 33 رجلاً.  منح فيرديغو رتبة نقيب لرودريغو دي إسكيفيل ونوني دي غوزمان ، ورتبة رقيب أول على أغيري ورتبة كونتادور لرجل الدين ألونسو دي هيناو،  الذي شارك لاحقًا في رحلة بيدرو دي أورثوا إلى أوماغوا وإل دورادو .   في عام 1551م ، عاد أغيري إلى بوتوسي ، التي كانت لا تزال جزءًا من بيرو والآن جزءًا من بوليفيا. 
اعتقله القاضي فرانسيسكو دي إسكيفيل واتهمه بمخالفة قوانين حماية الهنود. استبعد القاضي مبررات أغيري وادعاءاته بالانتماء إلى طبقة النبلاء الإسبانية وحكم عليه بالجلد العلني.  مما جرح كبريائه، وانتظر أغيري نهاية ولاية القاضي للانتقام لشرفه.هرب القاضي خوفا من انتقام أغيري، وقام بتغيير مكان إقامته باستمرار. 
طارد أغيري إسكيفيل إلى ليما وكيتو ثم إلى كوزكو ، ولم يعثر عليه في جميع الأماكن الثلاثة. لمدة ثلاث سنوات كان يتتبع إسكيفيل سيرًا على الأقدام وبدون أحذية، وكان جنوده يتابعون هذه المطاردة العنيدة باهتمام.  وجده أغيري في كوزكو، يأخذ قيلولة في مكتبة منزله، ويرتدي معطفًا من الطراز البريدي الذي كان يرتديه دائمًا خوفًا من أغيري. تسلل أغيري إلى إسكيفيل النائم وطعنه مرتين بالخنجر. ولما أوقف المعطف ضرباته على جسد القاضي السابق، طعنه في الصدغ الأيمن فقتله.    هرب أغيري من كوزكو، محميًا من قبل الأصدقاء الذين أخفوه، ولجأ إلى أحد أقاربه في هوامانغا .
في عام 1554م ، في حاجة إلى إنهاء تمرد هيرنانديز خيرون، حصل ألونسو دي ألفارادو على عفو عن كل من كان تابعًا لأغيري ومجندًا في جيشه. حارب أغيري وأصيب برصاصتين من البندقية في معركة تشوكينغوا ضد خيرون، مما أدى إلى عرج غير قابل للشفاء دفع أقرانه إلى نبذه. 

### البحث عن إل دورادو
انضم أغيري مع ابنته إلفيرا إلى بعثة بيدرو دي أورثوا عام 1560م أسفل نهري مارانيون والأمازون مع 300 إسباني ومئات من السكان الأصليين.  كان الهدف الفعلي لأورثوا هو إرسال المحاربين القدامى العاطلين عن الغزو الإسباني لإمبراطورية الإنكا بعيدًا، لمنعهم من إثارة المشاكل. وبعد مرور عام، شارك أغيري في الإطاحة بأورثوا وقتله وخليفته فرناندو دي غوزمان، الذي خلفه في النهاية.   وصل هو ورجاله إلى المحيط الأطلسي، ربما عن طريق نهر أورينوكو . في 23 مارس 1561م ، حث أغيري 186 ضابطًا وجنديًا على التوقيع على بيان يعترف به باعتباره "أمير بيرو ,و مقاطعة تييرا فيرمي وتشيلي". 
وفي عام 1561م ، استولى على جزيرة مارغريتا وقمع أي معارضة لحكمه، مما أدى إلى مقتل الحاكم. عندما عبر إلى البر الرئيسي في محاولة للاستيلاء على بنما، انتهى تمرده المفتوح ضد الملك الإسباني . لقد كان محاصرًا في باركيسيميتو، فنزويلا ، حيث قام بقتل ابنته إلفيرا،  "لأن الشخص الذي أحببته كثيرًا لا ينبغي أن يكون في الفراش مع أشخاص غير لائقين". تم القبض عليه في النهاية من قبل القوات الملكية وأطلق عليه جنديه كوستوديو هيرنانديز النار حتى الموت.  
تم قطع رأس جثته وتقطيعها إلى أرباع، وتم إرسال القطع إلى البلدات المجاورة كتحذير. بحسب رواية فراي بيدرو سيمون ، ظلت جمجمة أغيري في ساحة بلدة فالنسيا بعد أربعين عامًا على الأقل من وفاته.   في محاكمة الإقامة بعد الوفاة التي عقدت في إل توكويو، أُدين أغيري بارتكاب جريمة بحقّ الذات الملكية . في ميريدا وإل توكويو، تم تقديم العديد من جنوده للمحاكمة، وأدينوا بارتكاب جرائم وحكم عليهم بالإعدام بالتقطيع.

## الثقافة الشعبية
تم تصوير أغيري في الفيلم ثلاث مرات: بواسطة كلاوس كينسي في الفيلم المجازي أغيري, غضب الله (1972), من قبل أوميرو أنتونوتي في إل دورادو (1988) ، وإدغار راميريز في جنغل كروز (2021).
رحلة أغيري المشؤومة هي موضوع كتاب روبرت سوثي رحلة أورسوا؛ وجرائم أغيري (1821)م ، من رواية رامون ج. سيندر باللغة الإسبانية عام 1968م لا أفينتورا إكوينوسيال دي لوبي دي أغيري ((ردمك 978-8421818404) ) وكتاب ستيفن مينتا عام 1995م أغيري: إعادة إنشاء رحلة القرن السادس عشر عبر أمريكا الجنوبية ((ردمك 978-0805031041) )، حيث تقوم مينتا بتتبع الرحلة الاستكشافية.

## الفهرس
- جالستر، انغريد (1996). Aguirre oder Die Willkür der Nachwelt. Die Rebellion des baskischen Conquistadors Lope de Aguirre في التأريخ والتاريخ (1561-1992) . فرانكفورت أم ماين: Vervuert Verlag،(ردمك 3-89354-075-X)
- جالستر، إنغريد (2011). التغيير إلى التعسف اللاحق. تمرد الفاتح فاسكو لوبي دي أغيري في التأريخ والخيال التاريخي (1561-1992) . بوغوتا: إد. جامعة ديل روزاريو وإد. جامعة جافيريانا,(ردمك 978-958-738-204-4) (متوفر أيضًا ككتاب إلكتروني).
- مارتينيز تولينتينو، خايمي (2016). Dos cronicas desconocidas de Lope de Aguirre . مدريد: أساسيات التحرير، 2012.(ردمك 978-8424512613)رقم ISBN 978-8424512613 .

## روابط خارجية
- رسالة من لوبي دي أغيري إلى الملك فيليب ملك إسبانيا، 1561
- السيرة الذاتية لبوبر الباسكية على لوبي دي أغيري
- ببليوغرافيا واسعة النطاق عن لوبي دي أغيري